# 西原鑼鉦
西原鑼鉦（越南语：／）是越南西原地區高地民族的傳統樂器，以西原鑼鉦文化為代表的高地鑼文化區被联合国教科文组织列入人類口述和非物質遺產代表作名錄，目前西原地区拥有9880套锣钲，其中嘉莱省和多樂省是锣钲数量最多的地方。

## 文化

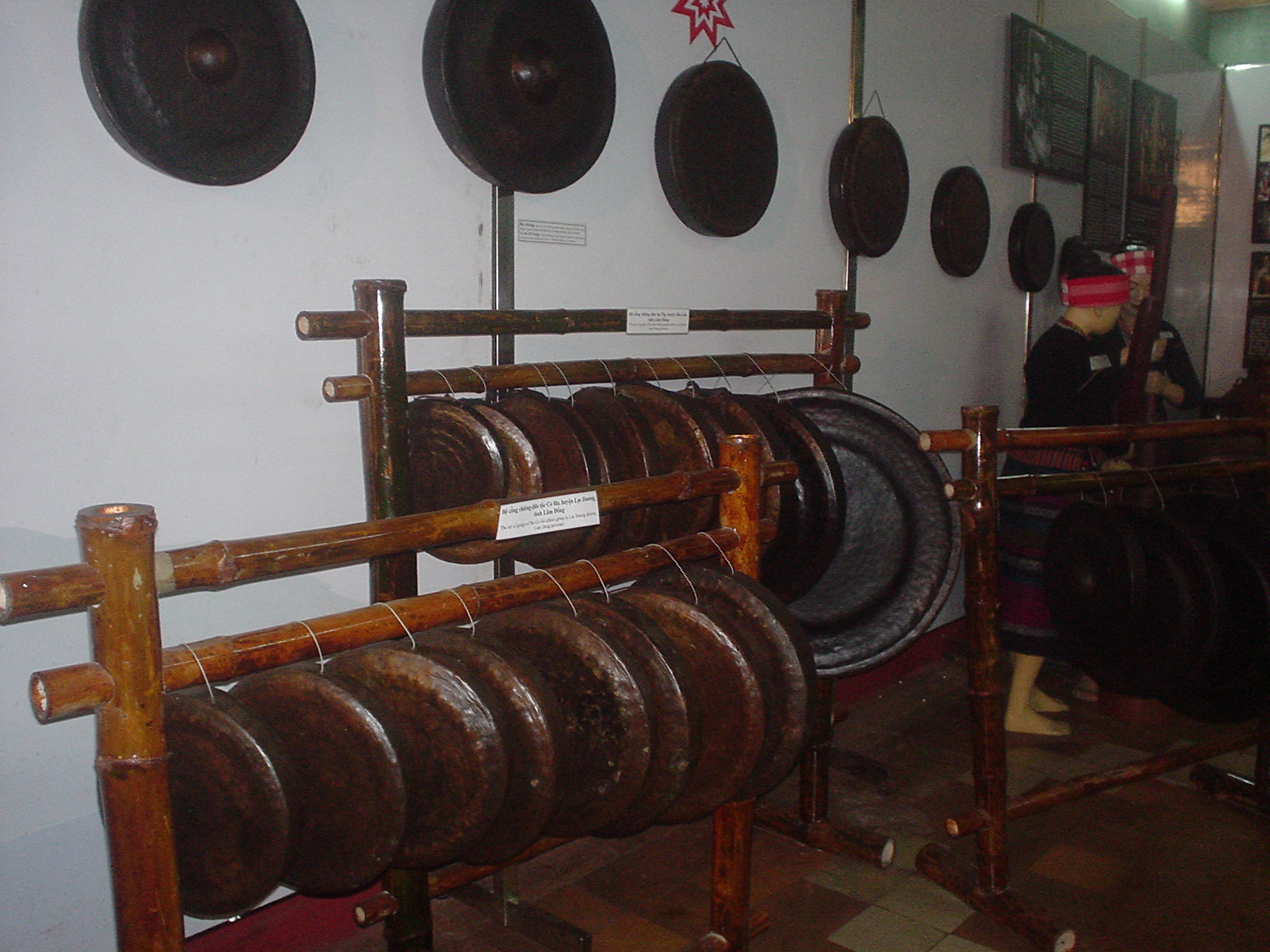
一套西原鑼鉦

西原鑼鉦是高地民族同神灵交流的工具，高地人认为每只锣钲背后都有一位神，锣钲越古老，神权就越大，在高地人眼中，锣钲是贵重的财产，是权力和财富的标志，有时一只钲值两只大象或20头水牛，在迎接婴儿出生的“吹耳礼”，在告别亡人的“弃墓礼”，在祭祀、婚嫁、迎新年、庆新稻、贺新居等仪式都要使用锣钲。
西原锣钲以铜合金制成，有乳为锣，无乳为钲，尺寸不一，直径20至60厘米，最大的达90至120厘米，可以单独或成套使用，每套2至12或13只不等，有的地方18至20只为一套。广南省福桥铜铸村是锣钲製造的中心，福桥村铸铜始于17世纪，拥有400年的历史，造出锣钲4000多部。
與其他高地民族不同，埃地族是母系社會，妇女是锣钲演奏技艺的继承者，埃地族表演锣钲时的舞蹈是逆时针旋转的，以表达对祖先的感恩，与其他高地民族相比，埃地族锣钲旋律更深沉柔和。

## 保護

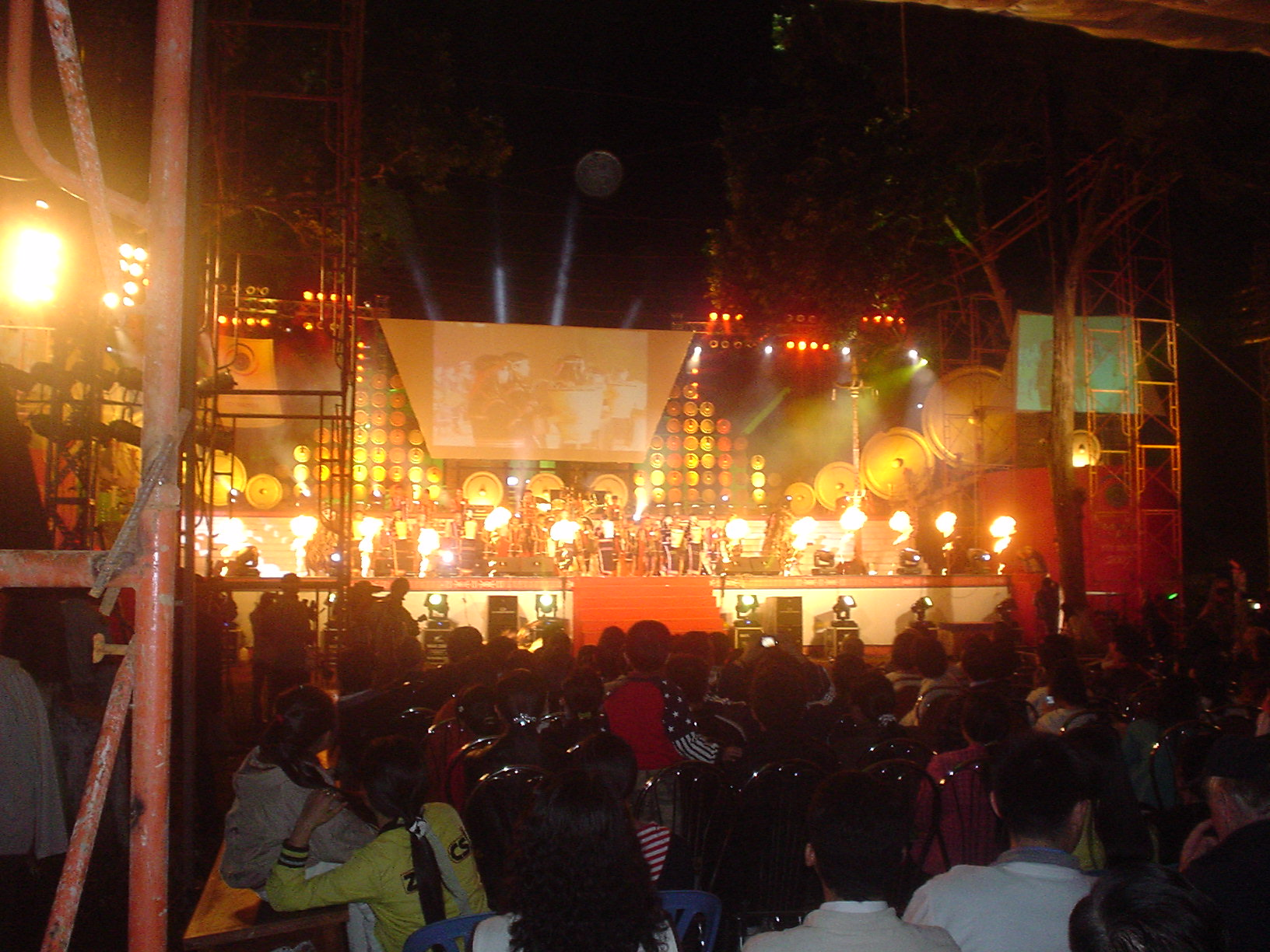
西原锣钲文化节

西原锣钲文化节從2006年開始举行，除锣钲表演外還包括传统礼仪、廟會祭典、西原木雕、竹藤编织和织锦、史诗民歌演出。
得农省政府於2016年8月決定，在四年内提供总额近160亿越盾（约合72万美元）的经费，用以保護西原锣钲文化。
多乐省克容崩县是西原锣钲文化最具代表性的县，目前该县鑼鉦总数达95套，共有500多名艺人会演奏鑼鉦。2016年至2020年，多乐省共有24名鑼鉦艺人获越南国家主席授予的优秀艺人称号。至2018年，锣钲艺人的平均年龄从以前的40-50岁已下降至30岁。
多樂省目前保存了2307套鑼鉦，鑼鉦工匠400名，鑼鉦演奏艺人635名；嘉莱省是西原地区保存鑼鉦数量最多的省份，目前保存着5655套鑼鉦。